# Xiaogang
Xiaogang (chiń. upr. 小港区; chiń. trad. 小港區; pinyin Xiǎogǎng qū; Wade-Giles Hsiao-kang ch’ü) – dzielnica (chiń. 區, qū) w rejonie miejskim miasta wydzielonego Kaohsiung na Tajwanie. 
23 czerwca 2009 komitet przy Ministrze Spraw Wewnętrznych Republiki Chińskiej zarekomendował scalenie dotychczasowego powiatu Kaohsiung (chiń. trad. 高雄縣; pinyin Gāoxióng xiàn) i miasta wydzielonego Kaohsiung (chiń. trad. 高雄直轄市; pinyin Gāoxióng zhíxiáshì) w jedno miasto wydzielone. Dotychczasowe dzielnice miejskie (chiń. 區, qū), jak Xiaogang, zachowały po scaleniu swój dotychczasowy status. Ustawa weszła w życie 25 grudnia 2010 roku.
Populacja dzielnicy Xiaogang w 2016 roku liczyła 157 023 mieszkańców – 78 936 kobiet i 78 087 mężczyzn. Liczba gospodarstw domowych wynosiła 67 351, co oznacza, że w jednym gospodarstwie zamieszkiwało średnio 2,33 osób.

## Demografia (2011–2016)
| Rok  | Liczba ludności | Gęstość zaludnienia | Kobiety | Mężczyźni | Gospodarstwa domowe |
| ---- | --------------- | ------------------- | ------- | --------- | ------------------- |
| 2011 | 154 772         | 3756                | 77 145  | 77 627    | 64 255              |
| 2012 | 155 779         | 3780                | 77 845  | 77 934    | 65 076              |
| 2013 | 156 115         | 3788                | 78 182  | 77 933    | 65 553              |
| 2014 | 156 171         | 3789                | 78 278  | 77 893    | 66 012              |
| 2015 | 156 256         | 3438                | 78 414  | 77 842    | 66 516              |
| 2016 | 157 023         | 3455                | 78 936  | 78 087    | 67 351              |